# Argalo (mitología)
En la mitología griega, Argalo (griego antiguo: Ἄργαλος) fue rey de los lacedemonios. Era el hijo mayor y heredero del rey Amiclas de Esparta, posiblemente por su esposa, Diomedéa, hija de Lápites. A través de este parentesco, se le consideraba hermano del rey Cinortas (su sucesor), Jacinto, Polibea, Laodamia (o Leanira), Hárpalo, Hegesandra, y en otras versiones, de Dafne. También se decía que Argalo era el padre del rey Ébalo.
| Predecesor: Amiclas | Rey de Esparta Edad del Bronce | Sucesor: Cinortas |